# 슈테판 도트
슈테판 도트(독일어: Stefan Dott, 1969년 9월 27일~)는 독일의 전직 유도 선수이다. 1992년 하계 올림픽과 1996년 하계 올림픽에 참가했고 유럽 선수권 대회에서 금메달 1개를 획득했다.